# Lysmus beccarii
Lysmus beccarii är en insektsart som först beskrevs av Navás 1929.  Lysmus beccarii ingår i släktet Lysmus och familjen vattenrovsländor. Inga underarter finns listade i Catalogue of Life.